# Anna Nowakowska (siatkarka)
Anna Nowakowska (nazwisko panieńskie Świętońska; ur. 25 maja 1980 w Stargardzie Szczecińskim) – polska siatkarka, reprezentantka Polski. Była objęta programem przygotowań olimpijskich Pekin 2008.

## Kariera
Swoją karierę sportową rozpoczęła w Stargardzie Szczecińskim, w 1994 roku przeniosła się do Polic, gdzie broniła barw zespołu Chemik Police, drużyny występującej w ekstraklasie kobiet. W 1998 roku występowała w AZS-ie Opole. Od 1999 do 2004 broniła barw Gwardii Wrocław, z którą dwa razy wywalczyła drugie miejsce w Pucharze Polski w 2003 i 2004 roku. Od 2004 do 2009 roku występowała w drużynie Bundesligi Dresdner Sportclub 1898, z którą zdobyła Mistrzostwo Niemiec, wicemistrzostwo i trzykrotnie brązowy medal Mistrzostw Niemiec oraz brązowy medal w Pucharze Challenge 2008. W 2010 roku zdobyła Puchar Polski z drużyną Budowlanych Łódź, a w 2011 roku z zespołem Smart Allianz Stuttgart Puchar Niemiec.Po sezonie 2011/2012 postanowiła zakończyć siatkarską karierę.
W 2004 roku ukończyła studia na Uniwersytecie Wrocławskim na kierunku nauki polityczne, specjalizacja marketing polityczny. Od 2013 roku jest studentką studiów MBA na Uniwersytecie Ekonomicznym we Wrocławiu. Od 1 maja 2012 do października 2014 roku była menadżerem i rzecznikiem prasowym drużyny Impel Wrocław. Od października 2014 roku jest menadżerem ds.PR w Biurze Komunikacji Grupy Impel.

## Sukcesy klubowe
Mistrzostwo Polski:
- 1995

Mistrzostwo Polski:
- 1996

Puchar Polski:
- 2003, 2004

Mistrzostwo Niemiec:
- 2007
- 2008
- 2005, 2006, 2009

Puchar Challenge:
- 2008

Puchar Polski:
- 2010

Puchar Niemiec:
- 2011